# ウィリー・ボボ
ウィリー・ボボ（英語: Willie Bobo、本名: William Correa、1934年2月28日 - 1983年9月15日）は、アメリカのラテンジャズ・パーカッショニスト。コンガやティンバレスの演奏者。
息子のエリック・ボボ（エリック・コリア）はサイプレス・ヒルのメンバー。

## バイオグラフィ
ニューヨーク市スパニッシュ・ハーレムで育つ。自身のアルバムを発表しているほか、カルロス・サンタナらのセッション・ミュージシャンとしても活動しており、サンタナのファースト・アルバムに収録された「Evil Ways」は、元々ラテン・ソングからボボがカバーしていた曲である（作曲はクラレンス・"ソニー"・ヘンリー）。他に「Spanish Grease」などの楽曲を発表した。
1983年9月15日、49歳没。

## ディスコグラフィ

### リーダー・アルバム
- 『BOBO ! DO THAT THING GUAJIRA』 - Do That Thing/Guajira (1963年、Tico)
- 『ボボズ・ビート』 - Bobo's Beat (1964年、Roulette)
- 『レッツ・ゴー・ボボ』 - Let's Go Bobo! (1964年、Roulette)
- 『スパニッシュ・グリース』 - Spanish Grease (1965年、Verve)
- 『ウノ・ドス・トレス』 - Uno Dos Tres 1•2•3 (1966年、Verve)
- Feelin' So Good (1966年、Verve)
- 『ジューシー』 - Juicy (1967年、Verve)
- 『ボボ・モーション』 - Bobo Motion (1967年、Verve)
- Spanish Blues Band (1968年、Verve)
- 『ア・ニュー・ディメンション』 - A New Dimension (1969年、Verve)
- Do What You Want to Do (1971年、Sussex)
- 『ザ・ドラム・セッション』 - The Drum Session (1975年、Philips) ※with ルイ・ベルソン、シェリー・マン、ポール・ハンフリー
- 『トゥモロー・イズ・ヒア』 - Tomorrow Is Here (1977年、Blue Note)
- 『ヘル・オブ・アン・アクト・トゥ・フォロー』 - Hell Of An Act To Follow (1978年、Columbia)
- 『ラテン・レディ (BOBO)』 - Bobo (1979年、Columbia)
- Lost & Found (2006年、Concord Picante)
- Dig My Feeling (2016年、Nacional)